# Hòa Thành (thị xã)
Hòa Thành là một thị xã cũ nằm ở trung tâm tỉnh Tây Ninh, Việt Nam.

## Địa lý
Thị xã Hòa Thành là đô thị trung tâm có mật độ dân cư cao nhất của tỉnh Tây Ninh, có vị trí địa lý:
- Phía đông và đông bắc giáp huyện Dương Minh Châu
- Phía đông nam giáp huyện Gò Dầu
- Phía tây và phía nam giáp huyện Châu Thành
- Phía bắc giáp thành phố Tây Ninh.

Địa hình thị xã tương đối bằng phẳng, toàn bộ diện tích nằm trên thềm phù sa cổ khu vực Đông Nam Bộ, địa hình gợn sóng yếu với nhiều gò đồi thấp ở phía đông (chủ yếu canh tác cây cao su) và bưng bàu trũng ở phía tây (trồng lúa nước), độ cao trung bình từ 15m - 35m, có xu hướng nghiêng dần từ đông bắc xuống tây nam, thấp tuyệt đối (5m - 10m) tại dọc bờ sông Vàm Cỏ Đông. Đất xám chiếm đến 93% diện tích toàn thị xã, phù hợp trồng cây công nghiệp hàng năm (đậu tương, mía, khoai mì) và lâu năm (cao su, điều, hồ tiêu), khí hậu Hoà Thành rất thuận lợi cho việc phát sinh, phát triển nhanh, mạnh, đa dạng và phong phú các chủng loại cây rừng và các loài sinh vật khác. Rừng tại Hoà Thành có nhiều gỗ quý, thú rừng, do đường giao thông thuận lợi nên việc khai thác rất dễ dàng.

## Hành chính
Thị xã Hòa Thành có 8 đơn vị hành chính cấp xã trực thuộc, bao gồm 4 phường: Hiệp Tân, Long Hoa, Long Thành Bắc, Long Thành Trung và 4 xã: Long Thành Nam, Trường Đông, Trường Hòa, Trường Tây.

## Lịch sử
Năm 1698, Hòa Thành là phần đất nằm trong đạo Quang Phong thuộc phủ Gia Định. Vào thời kỳ này, đất đai Hòa Thành phần lớn là rừng rậm hoang vu. Hạt Tây Ninh lúc bấy giờ mới có 2 quận: Trảng Bàng và Thái Bình.
Năm 1942, quận Thái Bình đổi tên là quận Châu Thành thì Hòa Thành chỉ là phần đất Đông Nam quận.
Năm 1959, Chính quyền Việt Nam Cộng hòa chia quận Châu Thành thành 2 quận: Phước Ninh và Phú Khương. Quận Phú Khương gồm 11 xã; quận lỵ đặt tại Suối Đá, sau dời đến chợ Long Hoa thuộc xã Long Thành. Địa bàn quận Phú Khương tương ứng với thành phố Tây Ninh, thị xã Hòa Thành, huyện Tân Châu và một phần các huyện Tân Biên, Dương Minh Châu ngày nay; thị xã Hòa Thành ngày nay chỉ gồm phần nhỏ diện tích đất của quận Phú Khương xưa.
Về phía chính quyền cách mạng, thời kỳ 1955 - 1956, thành lập huyện Tòa Thánh gồm 4 xã: Hiệp Ninh, Ninh Thạnh, Long Thành và Trường Hoà.
Cuối năm 1960, giải thể huyện Tòa Thánh để sáp nhập với huyện Dương Minh Châu thành huyện Phú Khương và sau đó huyện Dương Minh Châu lại tách ra.
Sau năm 1975, huyện Phú Khương gồm 6 xã: Hiệp Ninh, Long Thành, Ninh Thạnh, Suối Vàng Cạn, Thạnh Tân và Trường Hòa.
Ngày 14 tháng 3 năm 1979, đổi tên huyện Phú Khương thành huyện Hòa Thành, tên gọi Hòa Thành là 2 chữ cuối của 2 xã: Trường Hòa và Long Thành ghép lại với số lượng xã có thay đổi.
Ngày 4 tháng 4 năm 1979, Hội đồng Chính phủ ban hành Quyết định 143-CP. Theo đó:
- Chia xã Long Thành thành 3 xã: Long Thành Bắc, Long Thành Trung, Long Thành Nam và thị trấn Hòa Thành
- Chia xã Hiệp Ninh thành 2 xã: Hiệp Ninh và Hiệp Tân
- Chia xã Ninh Thạnh thành 2 xã: Ninh Thạnh và Ninh Sơn
- Chia xã Trường Hòa thành 3 xã: Trường Hòa, Trường Đông và Trường Tây
- Đổi tên xã Suối Vàng Cạn thành xã Tân Bình.

Cuối năm 2000, huyện Hòa Thành có 13 đơn vị hành chính cấp xã trực thuộc, bao gồm thị trấn Hòa Thành (huyện lỵ) và 12 xã: Hiệp Ninh, Hiệp Tân, Long Thành Bắc, Long Thành Nam, Long Thành Trung, Ninh Sơn, Ninh Thạnh, Tân Bình, Thạnh Tân, Trường Đông, Trường Hòa, Trường Tây.
Ngày 10 tháng 8 năm 2001, Chính phủ ban hành Nghị định 46/2001/NĐ-CP. Theo đó, sáp nhập 5 xã: Tân Bình, Ninh Sơn, Ninh Thạnh, Thạnh Tân, Hiệp Ninh và một phần xã Hiệp Tân vào thị xã Tây Ninh (nay là thành phố Tây Ninh).
Từ đó đến cuối năm 2019, huyện Hòa Thành còn lại 8.816 ha diện tích tự nhiên và 129.040 nhân khẩu với 8 đơn vị hành chính trực thuộc, bao gồm 7 xã: Long Thành Nam, Long Thành Trung, Long Thành Bắc, Trường Tây, Trường Đông, Trường Hòa, Hiệp Tân và thị trấn Hòa Thành.
Ngày 21 tháng 4 năm 2016, khu vực thị trấn Hòa Thành mở rộng được công nhận là đô thị loại IV và đến ngày 28 tháng 12 năm 2018, toàn bộ huyện Hòa Thành (gồm thị trấn Hòa Thành và 7 xã trực thuộc) được công nhận là đô thị loại IV.
Ngày 10 tháng 1 năm 2020, Ủy ban Thường vụ Quốc hội ban hành Nghị quyết số 865/NQ-UBTVQH14 (nghị quyết có hiệu lực từ ngày 1 tháng 2 năm 2020). Theo đó:
- Thành lập thị xã Hòa Thành trên cơ sở toàn bộ 82,92 km2 diện tích tự nhiên và quy mô dân số 147.666 người của huyện Hòa Thành
- Chuyển thị trấn Hòa Thành thành phường Long Hoa; 3 xã: Hiệp Tân, Long Thành Bắc và Long Thành Trung thành 3 phường có tên tương ứng.

Sau khi thành lập, thị xã Hòa Thành có 4 phường và 4 xã trực thuộc như hiện nay.
Ngày 10 tháng 2 năm 2025, Bộ Xây dựng ban hành Quyết định số 112/QĐ-BXD về việc công nhận thị xã Hòa Thành là đô thị loại III.

## Kinh tế - xã hội

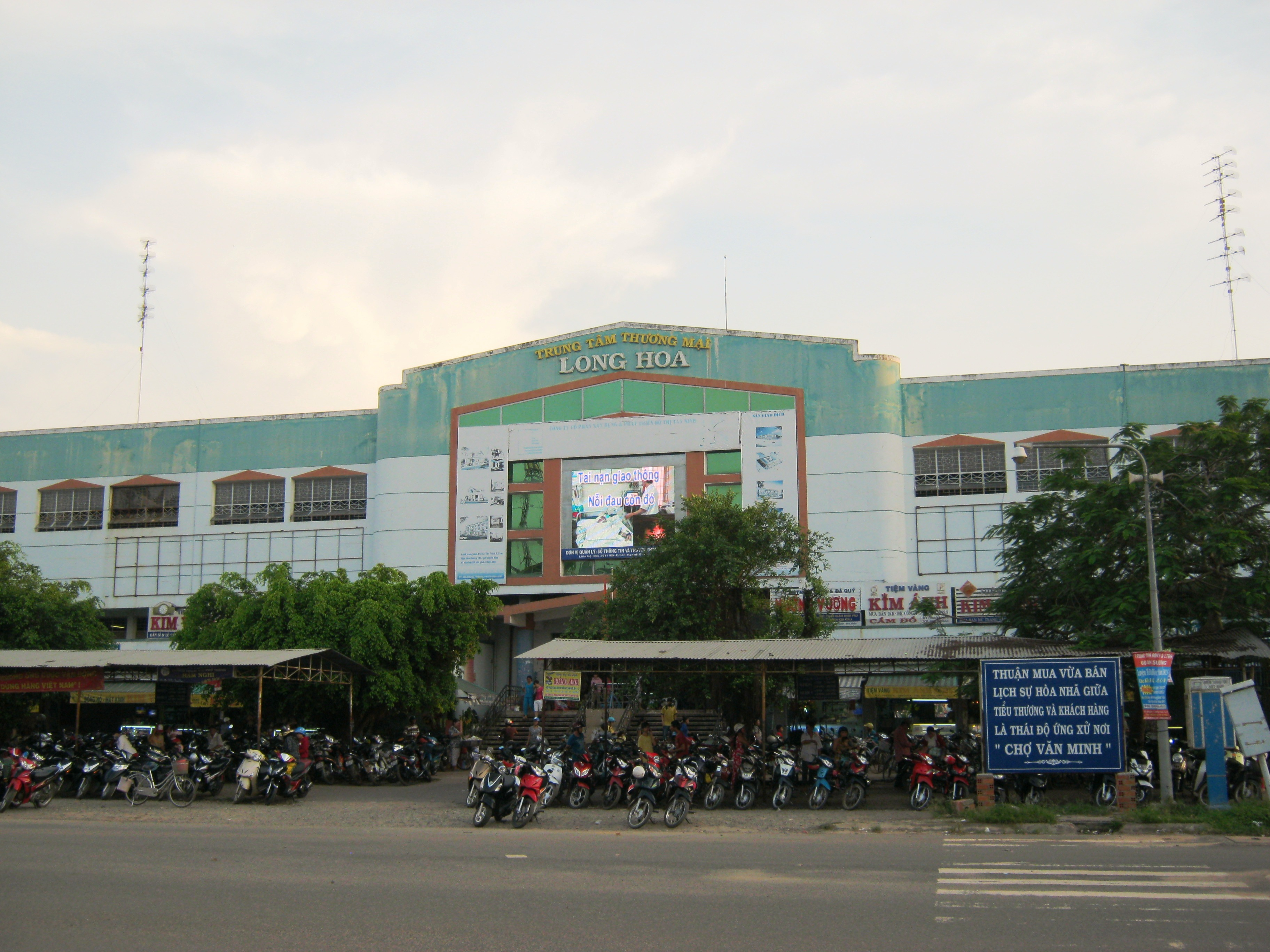
Chợ Long Hoa

Đây là đơn vị hành chính cấp huyện có mật độ dân số cao nhất tỉnh Tây Ninh và quy mô kinh tế lớn thứ hai, sau thành phố Tây Ninh.
Hòa Thành là một vùng kinh tế trọng điểm của tỉnh, sau thành phố Tây Ninh. Trước đây, Hòa Thành có ưu thế vượt trội trong toàn tỉnh, để thành lập Thành phố Tây Ninh trên cơ sở Thị xã Tây Ninh, lãnh đạo tỉnh đã cắt một số xã của Hòa Thành để sáp nhập vào Thị xã. Theo đó, Hòa Thành giảm về diện tích và dân số cũng như quy mô kinh tế.
Chợ Long Hoa là trung tâm thương mại nằm trên cửa ngõ giao lưu giữa Tây Ninh và Thành phố Hồ Chí Minh. Tòa Thánh Tây Ninh thuộc thị xã Hòa Thành là một địa điểm du lịch, hành hương khá nổi tiếng với lễ Tết Trung thu hằng năm thu hút hơn 150.000 lượt khách tham quan mỗi năm.
Năm 2017, tổng thu ngân sách trên địa bàn thị xã đạt 574 tỷ đồng (khoảng 24 triệu đô la Mỹ). Thu nhập bình quân đầu người đạt 63 triệu đồng/người/năm, bằng 1,17 lần thu nhập bình quân đầu người cả nước.

## Dân số
Thị xã Hòa Thành có diện tích 82,92 km², dân số năm 2019 là 150.759 người, mật độ dân số đạt 1.818 người/km².
Thị xã Hòa Thành có diện tích 82,92 km², dân số năm 2023 là 139.853 người, mật độ dân số đạt 1.686 người/km².

## Du lịch
Hòa Thành là một địa điểm du lịch tâm linh đặc sắc của tỉnh Tây Ninh. Đa số người dân ở Hòa Thành theo đạo Cao Đài. Người dân lành tính, đa số ăn chay mỗi tháng 10 ngày hoặc ăn chay trường. Hàng năm có hàng triệu tính đồ đạo Cao Đài, khách hành hương trong tỉnh và các tỉnh miền Tây đổ xô về Hòa Thành tham dự Hội Yến Diêu Trì Cung và Lễ Vía Đức Chí Tôn. Bên cạnh Tòa Thánh Cao Đài, Hòa Thành còn có các địa điểm du lịch đặc sắc như: 
- Chùa Gò Kén: Ngôi chùa hơn 100 năm tuổi
- Tòa Thánh, hệ thống các chùa và công trình tôn giáo trong khuôn viên rộng 1.000.000 m2 (100 mẫu) có rào bao và 12 cổng tam quan khác nhau để vào, ra. Hệ thống các công trình tôn giáo rải rác khắp các xã, ấp trong thị xã.
- Chợ Long Hoa: Ngôi chợ lớn nhất tỉnh Tây Ninh có hình thù bát quái, và có 8 cửa thông ra tám hướng khác nhau
- Trung Tâm Hội nghị CANA
- Báo Ân Từ
- Ao Thất Bửu
- Trí Huệ Cung
- Báo Quốc Từ
- Khu làng du lịch sinh thái Long Trung
- Khu sinh thái Bàu Sen
- Khách sạn Sunrise Hòa Thành
- Bò tơ 5 Sánh.

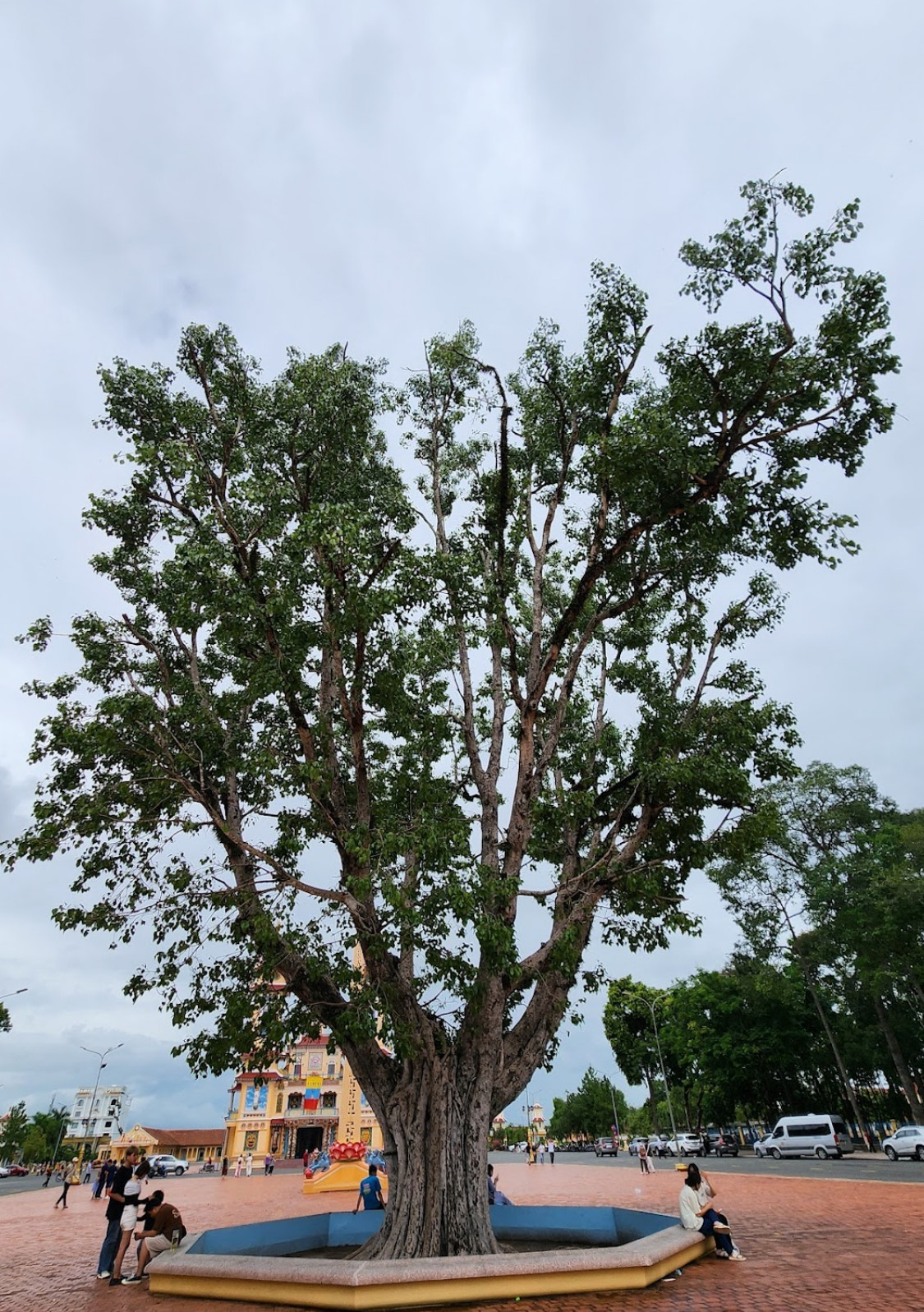
Cây bồ đề hơn 100 tuổi phía trước Tòa Thánh
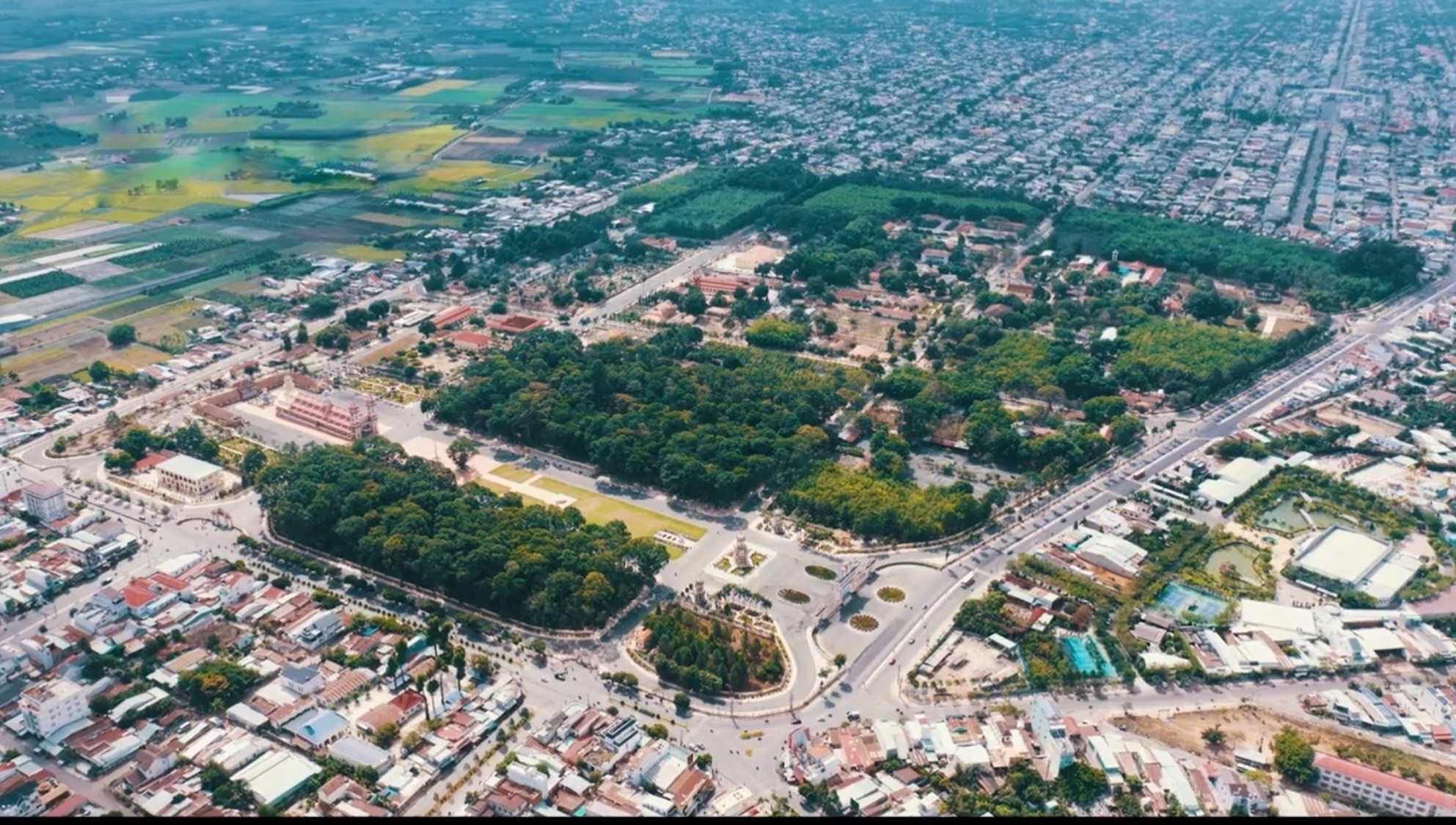
Khuôn viên rộng 100 hecta của Tòa Thánh Tây Ninh nhìn từ trên cao

## Giao thông

Đường phố ở phường Long Hoa về đêm, nhìn từ trên cao

Hòa Thành có hệ thống đường giao thông được Đạo Cao Đài quy hoạch rất tốt từ giữa thế kỷ 20, có thể xem là tốt nhất cả nước (có thể kiểm chứng, tham khảo từ Google Map). Nhìn từ trên cao, các khu dân cư được sắp xếp, tổ chức rất ngăn nắp, ngay ngắn, hợp lý. Các vị trí đều có đường để kết nối thuận lợi về trung tâm là chợ Long Hoa và Tòa Thánh. Giao thông đường bộ chiếm ưu thế tuyệt đối ở Hòa Thành, mặc dù có sông Vàm Cỏ Đông và hệ thống rạch, suối kết nối nhưng người dân gần như chỉ lưu thông bằng đường bộ. Đường thủy được dùng để vận tải, quốc phòng nhưng không nhiều.
Hoà Thành có mạng lưới giao thông thủy bộ khá dày đặc. Phía nam có sông Vàm Cỏ Đông chảy qua, dài 11 km với cảng Bến Kéo. Trong thời gian chiến tranh, quân lực Việt Nam Cộng hòa sử dụng Bến Kéo như một quân cảng với "giang thuyền" hoạt động tuần tra liên tục. Ngoài ra, có rạch Tây Ninh, suối Rạch Rễ phân bố đều trong thị xã phục vụ tốt cho nông nghiệp, giao thông, công nghiệp và nhu cầu dân sinh. Đường bộ, ngoài các trục lộ chính như quốc lộ 22B đoạn qua thị xã dài 12,8 km, cao tốc Gò Dầu - Xa Mát (dự kiến xây dựng), đường tỉnh 781, 785, 790, 793, 797, 798, 799, còn có mạng lưới đường nông thôn chằng chịt từ trung tâm toả đi các xã phường. Hệ thống giao thông này, rất thuận lợi phục vụ cho nhu cầu đi lại giữa các vùng và các khu vực sản xuất, góp phần mở rộng giao lưu về kinh tế - văn hoá giữa thị xã với các huyện, thành phố, thị xã khác trong tỉnh, với thành phố Hồ Chí Minh và các tỉnh khác.